# アローの不可能性定理
アローの不可能性定理（アローのふかのうせいていり、英: Arrow's impossibility theorem）、アローの（一般）可能性定理、または単にアローの定理とは、社会的選択理論における不可能性定理の一つである。
この定理によれば、投票者に3つ以上の独立した選択肢が存在する場合、如何なる選好投票制度（社会的厚生関数）であっても、個々人の選好順位を共同体全体の（完備かつ推移的な）順位に変換する際に、特定の評価基準（定義域の非限定性、非独裁性、パレート効率性、無関係な選択肢からの独立性）を同時に満たすことは出来ない。
この定理はギバード＝サタースウェイトの定理を導くことで知られ、投票理論ではよく引用される。
アローの定理という名称は経済学者でありノーベル経済学賞受賞者であるケネス・アローに因む。アローは博士論文でこの定理を示し、後に著書『社会的選択と個人的評価』で論じて普及を見た。
要約すると、この定理によれば次の5つの「公正さ」の基準を常に同時に満たすような選好順位選挙制度は設計できない。
- 人々の選好の順序は自由
- 全ての投票者が選択肢Xを選択肢Yよりも好むとき、集団全体もまたXをYよりも好む(満場一致)
- 独裁者が存在しない。つまり、如何なる個人であれ集団全体の意志を1人で決定することはできない
- 2つの選択肢に関する社会全体の選好順序は、第3の選択肢から影響をうけない
- 社会全体の決定は、堂々巡りの矛盾にならない(a>b , b>cなら必ずa>c)

なお、レーティング投票は順位よりも多くの情報が関わるためこの定理では扱っていない。但しギバードの定理はアローの定理をその場合について拡張している。
アローが採った公理的手法は、考えうるあらゆる（選好をベースとした）ルールを統一された枠組みの中で扱うことが出来る。その意味で、個々のルール毎に調べるしかなかった過去の投票理論とは一線を画しており、社会的選択理論の現代的なパラダイム はこの定理から始まったと言える。
この定理と現実世界の関係については議論がある。アロー自身は「大半の制度は常にうまくいかない訳ではない。私が証明したのは、全てがうまく行かないことが時にはあると言うことだ」と述べている。

## 概要
アローは {\displaystyle n} 人（{\displaystyle n}は有限）の個人から成る社会の構成員全員の選好関係 {\displaystyle \succeq _{i}} の列 (「選好プロファイル」) {\displaystyle (\succeq _{1},\ldots ,\succeq _{n})} を独立変数とし、「社会的選好」と呼ばれる選好関係 {\displaystyle \succeq } を従属変数とする関数を考え、
それを「社会的厚生関数」(選好集計ルール) と呼んだ。ここで社会的選好 {\displaystyle \succeq } は次の2つの公理を満たすことを仮定する (ただし {\displaystyle x\succeq y} は選択肢 {\displaystyle x} が {\displaystyle y} 以上にランクされる (好ましい) ことを表す; {\displaystyle \succeq } は数の不等号とは異なる;
記号 {\displaystyle \succeq } の代わりに「関係」(relation) を表す R の文字が使われることも多い):
- 完備性. 任意の2つの選択肢 {\displaystyle x}, {\displaystyle y} に対し、{\displaystyle x\succeq y} もしくは {\displaystyle y\succeq x} が成立する。すなわち {\displaystyle x} が {\displaystyle y} 以上に望ましいか、{\displaystyle y} が {\displaystyle x} 以上に望ましいかのいずれかである。(このうち前者だけが成立するとき {\displaystyle x\succ y} と書き、{\displaystyle x} が {\displaystyle y} よりも好ましいことを表す。後者だけが成立するとき ({\displaystyle y\succ x}) は、{\displaystyle y} が {\displaystyle x} よりも好ましい。いずれも成立するときは {\displaystyle x} と {\displaystyle y} は無差別という。記号 {\displaystyle \succ } の代わりに「より好む」(prefer) を表す P の文字が使われることも多い。なお「反射性」すなわち任意の選択肢 {\displaystyle x} に関して {\displaystyle x\succeq x} が成立することは完備性から導かれる)
- 推移性. 任意の3つの選択肢 {\displaystyle x}, {\displaystyle y}, {\displaystyle z} に対して、{\displaystyle x\succeq y} かつ {\displaystyle y\succeq z} ならば {\displaystyle x\succeq z} となる。すなわち {\displaystyle x} が {\displaystyle y} 以上に望ましく、{\displaystyle y} が {\displaystyle z} 以上に望ましければ、{\displaystyle x} は {\displaystyle z} 以上に望ましい。

選好関係がこれら2つの公理を満たすならば、選択肢が何個あろうともそれが有限個である限り、最も良い選択肢（1個とは限らない）を選ぶことができる。その意味でこのような選好関係は「合理性」を持つと言える。
そしてアローは、社会的厚生関数が下記の4条件 (これらもしばしば「公理」とよばれる) を満たすことが公正な選挙制度にとって不可欠であるとした。
- 非独裁性. 社会的選好関数は複数の投票者の意志を反映しなければならない。単に誰か1人の意志を模倣するだけに留まることはできない。

- 定義域の非限定性 (普遍性). 個人の選好を組み合わせた如何なる集合に対しても、社会的選好関数は社会的選択の一意で完備な順序付けを出力せねばならない。従って、社会的に完備な選好の順序付けを出力できねばならず、投票者の選好が同一である場合は、同一の結果を決定論的に出すことができなければならない。
- 無関係な選択肢からの独立性（英語版）（IIA）.  選択肢 x と y にかかわる社会的選好が、それら2つの選択肢に関する個人の選好のみで決まること。また一般に、個人の選好がその他の「無関係な」選択肢 z （ある特定の部分集合の外にあるもの）について変化したとしても、元の部分集合に関する社会的選好が影響されないこと。これは例えば、候補者が2人である選挙に第3の候補が追加されたとしても、その第3の候補者が勝つ場合を除いて選挙結果が影響されないことである。
- パレート効率性 (全会一致性).  社会の全員の選好が「x は y よりも望ましい」と一致している場合、社会的選好も「x は y よりも望ましい」となること。(すなわち「すべての個人 {\displaystyle i} について {\displaystyle x\succ _{i}y}」ならば，{\displaystyle x\succ y} となる)

なお、以上の4条件は1963年に発表された第2版に基づく。1952年の初版では、パレート効率性に代えて次の2つの条件が挙げられており、計5条件とされていた。
- 単調性（英語版）（社会と個人の価値観の正相関）：もし何れかの個人がある選択肢の評価を上げて選好順位を変えたなら、社会的選好順位も同じ選択肢の順位を上げるかまたは変化なしとなり、順位を却って下げる結果にはならないこと。如何なる個人も選択肢の評価を「上げる」ことで却って損ねることはできないこと。

- 非賦課性（主権在民）：可能な全ての社会的選好順位は、何らかの個人的な選考順位に対応すること。これは社会的厚生関数が全射であることを意味する。値空間の大きさは無制限である。

1963年版の方が条件が弱いのでより一般的である。単調性、非賦課性、IIA、の3つを合わせればパレート効率性が導かれるが、パレート効率性（それ自体が非賦課性を持つ）とIIAを合わせても単調性は導かれない。
アローの定理とは、2人以上の投票者と3つ以上の選択肢があるとき、上述した社会的選好に関する2つの公理と公正な選挙のための4つの条件をすべて満たす社会厚生関数は存在しないことを示した定理である。すなわち社会が選択肢を合理的に選べるための 2つの公理 (社会的選好が完備で推移的であること) と公正な選挙が満たすべきと考えられる4条件とが互いに矛盾することを示した。
この否定的結論は「社会的決定の合理性と民主制の両立は困難である」とか「民主主義は不可能である」といった (それ自体は誤りとは言えない) 主張に単純化されて理解されることもあった。定理の内容が正しく理解されたにせよそうでなかったにせよ、この定理が「一般意思」「社会的善」「公共善」「人民の意思」といった主張に疑いを投げかけたことは間違いない。この定理をアロー自身は「一般可能性定理」と呼んだ。しかしこの定理が持つ否定的含意から、「アローの不可能性定理」と呼ばれるのが一般的となった。

## 定理の解釈
アローの定理は数学的な結果だが、これはよく数学的とは言えない表現で人口に膾炙してきた。例えば「公正な選挙制度は存在しない」「全ての順位選好方式には欠陥がある」「唯一欠陥のない投票制度とは独裁制である」などである。これらはアローの定理を単純化したものであり、一般には正しいとは考えられていない。アローの定理が実際に述べているのは、決定的な選好投票制度――つまり、選好順位が投票に唯一関わる情報であって、かつ、全ての投票の組み合わせがそれぞれ一意の結果をもたらす場合――においては、上記の条件を全て同時に満たすことは出来ないということである。
様々な研究者がこのパラドックスを逃れる手段としてIIA条件を弱めることを提案してきた。順位選好方式の研究者の間にはIIAが不必要に強い基準だと強固に主張する向きがある。この基準は殆どの実用的な選挙制度で満足されていない。この立場を採る論者によれば、元のIIA基準が欠陥含みであることは循環選好の可能性から明らかだと言う。投票者が次のように投票したとしよう：
- 1人はA > B > Cと投票
- 1人はB > C > Aと投票
- 1人はC > A > Bと投票

すると、2つの選択肢の間を取り出した多数票は、AはBに勝ち、BはCに勝ち、CはAに勝つことから、3すくみの関係になっている。この状況では、「多数票を得た候補が選挙に勝つ」という極めて基本的な多数決の要件を満たすような集計ルールは、社会的選好が推移的（または非循環的）でなければならないとすると、IIA基準を満足できない。つまり、仮にそのようなルールがIIA基準を満たすとすると、多数票は尊重されるので、社会的選好としてAはBに勝ち（A > Bが2票に対してB > Aは1票）、BはCに勝ち、CはAに勝つので循環が生じる。これは社会的選好が推移的であるとする仮定に矛盾する。
従って、アローの定理が本当に述べているのは多数決制の選挙制度が非自明なゲームだということで、殆どの選挙制度の結果を予見するにはゲーム理論を援用すべきだということである。任意のゲームには効率的な均衡が存在するとは限らないので、これは不本意な結果と見ることもできる。例えば、票は投じたものの本来誰1人として望んでいなかったような結果が出てしまう場合がある。

## その他の可能性の探求
社会的選択理論では、アローの定理の否定的結論から逃れることを試みて、多くの研究が行われてきた。ここではそれらのうちいくつかを、(i) アローの社会厚生関数と同様の定義域を持つ関数 (人々の選好順序のプロファイルを独立変数とする関数) を考察するもの、(ii) その他の種類のルールを考察するもの、に分類して採り上げる。

### 個人選好からの関数を考えるアプローチ
この項目には、(i) 社会厚生関数をはじめとする「選好集計ルール」(個人選好のプロファイルから社会的選好への関数) を扱うもの、およびそれ以外の (ii) 選好プロファイルから選択肢などへの関数を扱うもの、が含まれる。この2つのアプローチは重複することも多いので、ここではそれらを同時に扱う。このアプローチの特徴は、アローが課した条件を外したり緩めたり他のもので置き換えたりして可能性を探ることにある。

#### 無限の個人
投票者の人数が有限であるという仮定を外せば、アローの他の条件を全て満たす集計ルールが存在することを一部の研究者が指摘した(例えばKirman & Sondermann,1972)。しかし、そのような集計ルールは超フィルターと呼ばれる極めて非構成的な数学的存在に依拠するため、実用上の意味は薄い。特にKirman & Sondermann はそのような集計ルールの背後には「見えざる独裁者」が存在すると述べている。Miharaはそのような集計ルールがアルゴリズム的に計算可能でないことを示した。これらの結果はアローの定理の堅牢さを示すものだと看做せる。

#### 選択肢の数の制限
選択肢数が2つのケースについては、単純多数決だけがいくつかの望ましい条件 (選択肢や投票者を平等に扱うこと、選択肢に対する支持の増加がマイナスの効果を与えないことなど) を満たすことをメイの定理が示している。一方でアローの定理は3つ以上の選択肢があるときの集団的決定の困難性について述べている。なぜ選択肢が3個未満のときと3個以上のときとで歴然とした差が出るのかをより一般的に示したのが (シンプルゲームのコアにかかわる)「中村の定理」で、これは選択肢の数が「中村ナンバー」とよばれる整数未満であれば意思決定ルールはうまく選択を行え、その整数以上であれば人々の選好によっては循環 (投票のパラドックス) が起きることを示している。多数決の中村ナンバーは (投票者が4人のケースを除けば) 3 であることから、中村の定理より、多数決は2個までの選択肢からならうまく選択を行えることが分かる。 過半数を超える支持 (全体の2/3など supermajority) を要求するルールでは中村ナンバーが 3 より大きくなることがあるが、そのようなルールはアローの別の条件を満たさない。

#### 定義域の制限
選好集計ルールの定義域、すなわち想定する選好を制限するアプローチとしては「単峰性」を仮定するものが有名である。
選択肢がある順序で左から右へと並んでいるとする。選好がこの順序に関して「単峰型である」とは、あるピークとなる選択肢が存在し、そのピークから左側に行くほど望ましくない選択肢に、またそのピークから右側に行くほど望ましくない選択肢になることである (横軸に選択肢を順序通り並べたとき、効用関数のグラフが一点だけピークを持つ)。与えられた選択肢の順序に関して全員の選好が単峰型であるようなプロファイルに定義域を限定すれば、多数決をはじめとする (「シンプル」と呼ばれる) 集計ルールは非循環的な (後述) 社会的選好を持つ。特に奇数人の多数決では社会的選好は推移的になり、「ベストな」選択肢は各個人のピークの中央値になる (Black の「中位投票者定理」。多次元の選択肢集合でも「単峰型である」選好を定義することはできるが、「中央値」にあたる選択肢が特定できるのは例外的ケースにすぎず、通常は McKelvey の「カオス定理」が示す破壊的な結果(すなわち任意の選択肢 {\displaystyle x}, {\displaystyle y} について、{\displaystyle x} に {\displaystyle x_{1}} が多数決で勝ち、{\displaystyle x_{1}} に {\displaystyle x_{2}} が多数決で勝ち、… 、{\displaystyle x_{k}} に {\displaystyle y} が多数決で勝つような選択肢の列を見つけることができる) になる。

#### 推移性の緩和
社会的選好の推移性を緩和することにより、アローの他の条件を満たす独裁的でない選好集計ルールが存在することが知られている。しかしそれらの関数に中立性 (選択肢を平等に扱う条件) を課すと「拒否権」を持つ個人が存在するため、このアプローチによる解決の効果も限定的である。まず社会的選好が推移的であるという要求を弱めて、「半推移的である」 (「より望ましい」を表す強選好 {\displaystyle \succ } が推移的であること: {\displaystyle x\succ y} かつ {\displaystyle y\succ z} ならば {\displaystyle x\succ z} となる)ことをだけを要求すれば、たしかに独裁者のいない選好集計ルールは存在するが、そのような関数では「寡頭制」(oligarchy) が生じる (Gibbard, 1969)。すなわちある提携 L が存在し、L 自体は「決定力を持ち」(decisive; L のメンバー全てが x を y より好めば社会的選好で x が y より望ましくなる)、L のメンバー1人1人が「拒否権を持つ」 (彼が x を y より好めば、社会的選好で y が x より望ましくなることを阻止できる)。社会的選好が推移的であるという要求を弱めて、「非循環的である」(次のような循環を生じる選択肢 {\displaystyle x_{1},\ldots ,x_{k}} が存在しない: {\displaystyle x_{1}\succ x_{2}}, {\displaystyle x_{2}\succ x_{3}}, {\displaystyle \ldots }, {\displaystyle x_{k-1}\succ x_{k}}, {\displaystyle x_{k}\succ x_{1}})ことをだけを要求すれば、選択肢数が個人の人数以上という制約の下では、「合議政体」(collegium) が生じる(Brown,1975)。すなわち決定力を持つようなすべての提携の共通部分 ("collegium") に属するような個人が存在する。もし拒否権を持つ個人がいればこの共通部分に属する。さらに中立性を要求すれば拒否権を持つ個人は実際に存在する。Brown の定理で空白とされた選択肢数が個人の数未満で非循環性だけを仮定したケースについては、中村ナンバーが決定的な役割を持つ。「選択肢の数の制限」の項目を参照。

#### 無関係対象からの独立性 (IIA) の緩和
無関係対象からの独立性以外の条件をみたす選好集計ルールの例としては、ボルダのルールをはじめ多く存在する。
しかし、これらのルールは戦略的操作に左右されるという問題がある。

#### 社会的選好ではなく社会的選択
社会的な意思決定においては、全ての選択肢について順序付けを得ることは普通は目的ではなく、何らかの選択肢を選べば済むことが多い。このアプローチは、選好プロファイルを選択肢へ移す「社会的選択関数」か、または選好プロファイルを選択肢の部分集合に移す「社会的選択ルール」を考察の対象とする。社会的選択関数についてはギバード＝サタースウェイトの定理がよく知られている。これは3つ以上の選択肢を値域に含む社会的選択関数が戦略に影響されないなら、その関数は独裁的であることを示している。
社会的選択ルールについては、その背後に、ある社会的選好が存在すると仮定する必要がある。つまり、何らかの社会的選好による極大要素 (「最良の」選択肢) を選択するルールを考える。ある社会的選好による極大要素の集合を「コア」と呼ぶ。コアの中に選択肢が存在するための条件について、これまで2つのアプローチによって調べられてきた。第一のアプローチは、選好が少なくとも非循環的であること (これは選好が任意の有限な部分集合上で極大要素を持つための必要十分条件である) を仮定する。このため推移性の緩和と密接に関連する。
もうひとつのアプローチは非循環的な選好の仮定を捨てる。Kumabe & Mihara (2010)はこちらを採用している。その中では、より直接的に個人の選好が極大要素を持つと仮定した上で、社会的選好が極大要素を持つための条件を検証している。これら2つのアプローチの詳細については中村ナンバーを参照のこと。

### その他のアプローチ
アローのフレームワークでは、個人および社会の選好が選択肢集合上の「順序」であることが仮定されている。すなわちそれらの選好を効用関数で表した場合、その値は大小関係のみが意味を持つという意味で「序数的効用」となる (たとえば選択 a, b, c, d に対する効用がそれぞれ 4, 3, 2, 1 であることと 1000, 100.01, 100, 0 であることと 99, 98, 1, 0.997 であることはすべて同じで、選択肢を a, b, c, d の順序で好むことを表したに過ぎない)。序数的効用の仮定により個人間の効用の比較が排除されていることが、アローの示した不可能性の大きな理由になっていると言えるだろう。
効用の値が単なる大小関係を越えた意味を持つ「基数的効用」を想定するアプローチは、いくつかの理由により現代経済学では主流ではない (たとえば Arrow, 1963, Chapter 2, Section 1)。しかしそのアプローチでは、個人の選好の強度を考慮したり、効用 (の増減あるいは絶対レベルを) を個人間で比較することが可能になる。たとえば選択肢の良し悪しを個人の効用の合計によってはかるベンサム流の功利主義は Harsanyi (1955) によって正当化されている。また、選択肢の良し悪しを最も効用の低い個人の効用によって測るロールズ流の maximin 原理は Hammond (1976) によって正当化されている。
最後に、ある種のルールを考察するアプローチとは言えないが、「個人選好と同じように社会的選好があると考えるのはおかしい」というブキャナンらの批判がある。少なくとも一部は誤解にもとづくこの類いの初期の批判に対しては、アロー自身が答えている (Arrow, 1963, Chapter 8)。